# I Drink Wine
"I Drink Wine" là một bài hát của ca sĩ người Anh Adele, bài hát là đĩa đơn thứ ba nằm trong album phòng thu thứ tư của cô 30 (2021). Adele đồng sáng tác bài hát với nhà sản xuất Greg Kurstin. đã trở thành ca khúc thứ bảy của album vào ngày 19 tháng 11 năm 2021, khi album được phát hành bởi Columbia Records. Bài hát là một bản ballad mang âm hưởng phúc âm gợi nhớ đến âm nhạc nhà thờ và kết hợp với piano và đàn organ trong nhạc cụ của nó. Bài hát nói về việc từ bỏ cái tôi của một người và đề cập đến vụ ly hôn của Adele với Simon Konecki, bao gồm những nhận thức khó khăn về tình trạng hôn nhân và cuộc sống của cô.
"I Drink Wine" nhìn chung nhận được những đánh giá tích cực từ các nhà phê bình âm nhạc, một số đã người coi đây là một trong những bài hát hay nhất và là điểm nhấn trong sự nghiệp của Adele. Bài hát đã lọt vào top 10 xếp hạng ở Vương quốc Anh, Ireland, New Zealand, Úc, Canada và Thụy Điển, đồng thời lọt vào bảng xếp hạng âm nhạc ở nhiều quốc gia khác. Joe Talbot là đạo diễn của video âm nhạc "I Drink Wine", trong đó video mô tả Adele bồng bềnh qua con sông và khám phá một khu rừng trong khi uống một ly rượu. Adele đã biểu diễn bài hát cho chương trình truyền hình đặc biệt của cô tại Lễ trao giải Brit 2022 được đón nhận tích cực. "I Drink Wine" thậm chí còn ảnh hưởng đến việc phát sóng trên đài phát thanh tại Ý vào ngày 4 tháng 11 năm 2022.

## Bối cảnh

Adele vào năm 2021

Adele bắt đầu thực hiện album phòng thu thứ tư của mình vào năm 2018. Cô đã đệ đơn ly hôn với chồng mình là Simon Konecki vào tháng 9 năm 2019, và điều này truyền cảm hứng cho việc tạo ra album. Adele tiến hành các buổi trị liệu sau khi cảm thấy lo lắng. Những năm sau cuộc ly hôn đã khiến cô đau khổ, đặc biệt là do ảnh hưởng của nó đối với con trai cô. Adele quyết định trò chuyện thường xuyên với anh ấy, cô đã ghi lại cuộc trò chuyện này theo lời khuyên từ bác sĩ trị liệu của mình. Những cuộc trò chuyện này đã truyền cảm hứng cho cô trở lại phòng thu và album đã hình thành như một tác phẩm giải thích cho con trai cô rằng lý do tại sao cô lại rời bỏ cha mình. Adele đã phát hành "Easy on Me" là đĩa đơn chủ đạo trong album, mang tên 30, vào ngày 14 tháng 10 năm 2021.
Adele đồng sáng tác bài hát "I Drink Wine" với nhà sản xuất Greg Kurstin, người từng sản xuất ba bài hát cho album phòng thu thứ ba của cô là 25 (2015), gồm "Hello", "Million Years Ago" và "Water Under the Bridge". Cô thấy rằng "I Drink Wine" gợi nhớ đến những tác phẩm của Elton John và Bernie Taupin, và viết nó cho chính cô cùng một người bạn trong khoảng thời gian mà cô quá coi trọng mọi thứ. Lời bài hát là nỗ lực của Adele để giải thích lý do tại sao cô cần trưởng thành để sẵn sàng hơn trong tình bạn của họ. Vì bài hát gốc dài tới 15 phút nên thời lượng của bài hát đã được rút ngắn theo yêu cầu của hãng: "Nghe này, mọi người đều yêu bạn, nhưng không ai lại phát một bài hát dài tận 15 phút trên đài phát thanh." Adele đã bao gồm một bản ghi âm về những khoảnh khắc thiếu tự tin và một cuộc trò chuyện về sự hối hận và mối quan hệ của cô với ký ức trong phiên bản cuối cùng, mà một người bạn khác đã đề nghị cô ghi âm.
Adele đã công bố danh sách bài hát của album vào ngày 1 tháng 11 năm 2021, bao gồm "I Drink Wine" là ca khúc thứ bảy. Sau khi công bố, bài hát đã nhận được nhiều sự chú ý trên Internet và bắt đầu trở thành xu hướng trên Twitter, khi người hâm mộ suy đoán đó chính là ca khúc mà Adele đã ám chỉ trong một cuộc phỏng vấn trước đó với tạp chí Vogue của Anh: "Ồ, đó là sự hủy diệt. Tôi đi ra ngoài và say khướt ở quán bar. Uống rượu. Tôi bắt đầu tranh luận nếu tôi uống rượu. Tôi có thể xử lý rượu của tôi, tôi có thể uống năm chai rượu và nói chuyện bình thường." Chris Willman từ Variety nhận xét rằng đó là "một ca khúc mà những người nghiện Adele đã quyết định chọn là ca khúc yêu thích của họ; họ thậm chí không cần nghe nó, chỉ với tựa đề đó. Nó sẽ không gây thất vọng".
Adele tiết lộ rằng ba bài hát đang được tranh luận để phát hành dưới dạng đĩa đơn chính, trong đó có một bài mà cô mô tả là "rất giống với những năm 70, giống như piano, ca sĩ-nhạc sĩ, [với] cả một ban nhạc trong đó, nhưng chỉ là rất Carpenters, giống như là rất Elton". Ban đầu, Rolling Stone thông báo vào tháng 11 năm 2021 rằng "I Drink Wine" sẽ được phát hành dưới dạng đĩa đơn thứ hai trong album 30. Bài hát đã có sẵn để tải kỹ thuật số cùng với 30, được phát hành vào ngày 19 tháng 11. "Oh My God" cuối cùng đã được chọn làm đĩa đơn thay thế thứ hai. Vào tháng 10 năm 2022, Billboard báo cáo rằng "I Drink Wine" sẽ được quảng bá là đĩa đơn thứ ba trong album. Bài hát đã được gửi để phát sóng trên đài phát thanh tại Ý vào ngày 4 tháng 11 năm 2022.

## Sáng tác
"I Drink Wine" dài 6 phút 16 giây. Kurstin là người sản xuất và thiết kế bài hát. Anh chơi bass, mellotron, piano, Hammond organ, bộ gõ, dàn nhạc và Rhodes, còn David Campbell thì chơi dây. Randy Merrill làm hoàn chỉnh âm thanh, Matt Scatchell và Tom Elmhirst trộn âm thanh, Steve Churchyard, Alex Pasco và Julian Burg thiết kế ca khúc.
"I Drink Wine" là một bản ballad với ảnh hưởng phúc âm, southern piano soul và dàn nhạc organ. Jon Pareles từ The New York Times đã mô tả bài hát có tính "nhà thờ" và Jillian Mapes từ Pitchfork gọi nó là "đưa tôi đến nhà thờ thực tế chardonnay". Adele thể hiện giọng hát của mình với "nhịp điệu mềm mại, kéo dài nguyên âm giúp ngắt nhịp điệu và có thể gieo vần theo ý muốn" trên đó. Khi hát đoạn lời "'I'm trying to keep climbing up" (tạm dịch: "Tôi đang cố gắng tiếp tục leo lên") trong "I Drink Wine", giọng của cô lên cao khi hợp âm đang rải đi lên. Giọng của Adele tăng cao trong đoạn điệp khúc của bài hát, lên đến cao trào với một chút gằn giọng ở những nốt trầm của cô. Nó có "tiếng piano xoáy hướng lên và giọng hát mượt mà" theo Annabel Nugent từ The Independent. "I Drink Wine" kết hợp với một bản ghi âm nội tâm đến cao trào của nó. Các nhà phê bình đã so sánh bài hát với các tác phẩm của John; Mapes đã mô tả bài hát: "một ca khúc đơn ca trong phòng bar theo phong cách Elton John với âm hưởng phúc âm mạnh mẽ và một bản ghi nhớ giọng nói nội tâm ở đoạn cuối". Alexis Petridis củaThe Guardian cho rằng nó gợi nhắc tới Carole King, còn Robin Murray từ Clash lại cho rằng nó giống với những bản ballad do Tom Waits thu âm vào những năm thâp niên 70.
"I Drink Wine" có lời bài hát nói về việc buông bỏ cái tôi của một người. Adele trực tiếp đề cập đến việc chia tay Konecki trong bài hát. Mở đầu phần lời chính, cô đã hồi tưởng về thời thơ ấu của mình và suy ngẫm về việc cô ngày càng xa rời bản thân như thế nào. Lời bài hát từ "I Drink Wine" thảo luận về các khái niệm tương phản, có một số câu thoại hài hước cũng như việc Adele tự hỏi bản thân với những câu hỏi hóc búa. Cô thừa nhận là đã khóc và nhận ra những khó khăn về tình trạng hôn nhân và cuộc sống của mình. Adele kết thúc bài hát bằng lời chúc bình yên và hạnh phúc cho người yêu cũ, nhưng vẫn khẳng định rằng chia tay với anh ấy là điều tốt nhất: "Sometimes the road less travelled is a road best left behind." (tạm dịch: "Đôi khi con đường ít người đi lại là con đường tốt nhất nên bỏ lại phía sau.") Willman đã mô tả nội dung ca khúc là "một bản tóm tắt hậu trò chơi hôn nhân ngớ ngẩn", và Neil McCormick từ The Daily Telegraph đã ví nó như "bản ghi âm của một phiên đột phá với một cố vấn hướng dẫn hôn nhân".

## Đánh giá chuyên môn
"I Drink Wine" nhìn chung nhận được những đánh giá tích cực từ các nhà phê bình âm nhạc. Rob Sheffield từ Rolling Stone đã gọi bài hát là "điểm nhấn trong sự nghiệp" của Adele: "Thật là một ca khúc–một trong những kỳ tích đầy tham vọng nhất mà cô ấy từng cố gắng." Cũng từ Rolling Stone, Brittany Spanos nói rằng đây là một trong những bài hát hay nhất trong sự nghiệp đã trở thành huyền thoại của cô: "một bản ballad quyền lực tuyệt đẹp chứng kiến một vị thần nhạc pop giáng trần". Tạp chí đã liệt kê "I Drink Wine" là bài hát hay thứ ba từ trước đến nay của cô, bài hát hay thứ 10 của năm 2021 và ấn bản tại Úc của nó đã xếp bài hát ở vị trí thứ chín. Pareles nói rằng Adele đã kết hợp cảm xúc của cô với sự tập trung vào bài hát. David Cobbald từ The Line of Best Fit cho rằng ca khúc đã trưởng thành hơn so với tác phẩm trước của cô, với cảm giác lạc quan xây dựng qua âm thanh lấy cảm hứng từ phúc âm của nó.
Gabrielle Sanchez từ The A.V. Club cho rằng Adele đã mở rộng thành công âm thanh của mình với "I Drink Wine", mang đến giọng hát "chạy hoang dã" và tạo nên cảm giác sảng khoái trong đoạn điệp khúc cuối cùng. Willman cho rằng phần phối khí piano của bài hát rất vui vẻ, "ngọt ngào và phúc âm" hơn ca khúc "Easy on Me". McCormick nói rằng piano và đàn organ là phần đệm vui vẻ trớ trêu cho lời bài hát u ám của nó. Eric Mason từ Slant Magazine cho rằng "I Drink Wine" có thời lượng quá dài và không phù hợp với đài phát thanh nhạc pop. Mặc dù El Hunt từ NME cảm thấy tiêu đề của bài hát và những ảnh hưởng phúc âm đầy hứa hẹn, nhưng anh vẫn kết luận rằng "bộ gõ nghe có vẻ sến đã biến nó thành Savvy B: The Musical".
Kyle Mullin từ Exclaim! nghĩ rằng lời bài hát của "I Drink Wine" truyền đạt một cách ngắn gọn, ẩn dật trong sự thành công vô song của cô. Murray đã đánh giá tích cực với lời bài hát, mô tả chúng như một cái nhìn sâu sắc về cuộc sống xa xôi ở Los Angeles, nơi "ngay cả hành trình đơn giản nhất cũng có thể khiến bạn bị mắc kẹt trong bế tắc – về mặt cảm xúc hay cách khác". Theo Mapes, lời bài hát của nó tràn ngập những lời sáo rỗng, nhưng phần lớn là ngông cuồng và có căn cứ, và cô sẽ ổn với phong cách âm nhạc của nó dựa trên bản làm lại trong tương lai của 27 lần cưới. Viết cho The Los Angeles Times, Mikael Wood nghĩ rằng "I Drink Wine" không thể mang đến "lời thú nhận của thế hệ thiên niên kỷ" phù phiếm mà tiêu đề của nó đã hứa. Viết cho MusicOMH, Graeme Marsh cho rằng lời bài hát tạo ra sức hấp dẫn đại chúng nhưng không có gì khác, và bác bỏ nó như một "đoạn cắt 'tiêu chuẩn của Adele'".

## Diễn biến thương mại
"I Drink Wine" ra mắt ở vị trí thứ 4 trên UK Singles Chart phát hành ngày 26 tháng 11 năm 2021. Bài hát đứng ở vị trí thứ 18 trên Billboard Hot 100 tại Hoa Kỳ. Bài hát đạt vị trí thứ 10 trên Canadian Hot 100. Tại Úc, "I Drink Wine" đạt vị trí thứ 10. Bài hát đứng ở vị trí thứ bảy tại New Zealand. Trên Billboard Global 200, ca khúc đạt vị trí thứ 10. "I Drink Wine" cũng lọt vào bảng xếp hạng âm nhạc tại các quốc gia khác, như vị trí thứ năm tại Ireland, thứ 10 tại Thụy Điển, thứ 18 tại Na Uy, thứ 30 tại Hà Lan, thứ 34 tại Đan Mạch, thứ 81 tại Pháp, Ý, và thứ 95 tại Tây Ban Nha.

## Video âm nhạc
Joe Talbot đạo diễn video âm nhạc cho "I Drink Wine". Adele đã xuất hiện trong một video quảng cáo với NikkieTutorials vào tháng 12 năm 2021, nơi cô mô tả video đó là "một sự vui nhộn chết tiệt" và nói thêm rằng "đó là thứ vui nhộn nhất mà bạn từng xem và tôi cảm thấy như mọi người có thể hóa trang thành Halloween cho video năm tiếp". Vào ngày 25 tháng 10 năm 2022, cô đã chia sẻ một đoạn video giới thiệu dài 8 giây, trong đó có cảnh một người nào đó đang chơi đàn piano trên cầu trong khi cô đang lơ lửng trên một chiếc thuyền bên dưới nó và thông báo rằng video sẽ được phát hành vào ngày hôm sau. Nó được công chiếu lần đầu trong một sự kiện có tên "Giờ hạnh phúc với Adele" tại Tây Hollywood, nơi Adele tổ chức một nhóm người hâm mộ.
Video bắt đầu bằng thẻ tiêu đề MV lấy cảm hứng từ Hollywood cũ hiển thị trên màn hình. Khoác lên mình chiếc váy vàng Valentino, Adele nhăn mặt với một cặp đôi, trong khi cô lơ lửng, rót đầy rượu vào ly của mình và vứt bỏ cái chai rỗng. Cô tiếp cận một nhóm ngư dân, bao gồm cả Kendrick Sampson, người đang cố gắng gây ấn tượng với cô và quay cô xung quanh. Adele từ chối anh ta và những vận động viên bơi đồng bộ đi cùng cô đã kéo anh ta đi. Cô khám phá một khu rừng và video kết thúc khi máy quay kéo ra xa để lộ bối cảnh của video, trước khi Adele nổi trong hồ bơi bên cạnh những bông hoa. Justin Curto từ Vulture tuyên bố rằng Adele chính là "cô ấy đẹp nhất trong video" và "trông thật [là] quyến rũ".

## Biểu diễn trực tiếp
Adele biểu diễn trực tiếp "I Drink Wine" lần đầu tiên trong chương trình đặc biệt của CBS Adele One Night Only (2021). Cô đã thể hiện lại bài hát trong chương trình đặc biệt An Audience with Adele (2021) trên ITV của mình. Vào ngày 8 tháng 2 năm 2022, Adele hát ca khúc trong chiếc váy Valentino voan màu xanh lá chanh tại Lễ trao giải Brit 2022. Trước bức màn vàng, cô còn được tháp tùng bởi một đội tứ nhạc và ba ca sĩ dự bị. Jem Aswad từ Variety nhận xét rằng ca khúc có "cao độ hoàn hảo, dữ dội đến mức cần thiết, với điểm nhấn là chỉ tay và vẻ mặt nhăn nhó thách thức ở câu thoại, 'Tại sao tôi lại tìm kiếm sự chấp thuận từ những người mà tôi thậm chí còn không biết?'". Tomás Mier từ Rolling Stone đã mô tả tiết mục là một màn trình diễn đáng kinh ngạc và cho rằng Adele đã đánh đến từng nốt nhạc một cách hoàn hảo và trông thật lộng lẫy, còn Heran Mamo từ Billboard nói rằng cô ngồi trên đỉnh của cây đàn piano "như thể đó là ngai vàng của cô" và được nâng lên bởi các vũ công phụ họa. Đồng thời mặc bổ sung cho trang phục màu đen sáng bóng. Cô đã biểu diễn "I Drink Wine" trong các buổi hòa nhạc British Summer Time vào ngày 1 và 2 tháng 7 năm 2022, cũng như đưa ca khúc vào danh sách tiết mục trong buổi biểu diễn lưu trú của cô mang tên Weekend with Adele.

## Nhân viên
Bản quyền được điều chỉnh từ các ghi chú lót của 30.
- Greg Kurstin – sản xuất, soạn nhạc, thiết kế âm thanh, Bass, Piano, Mellotron, Hammond organ, Bộ gõ, Dàn giao hưởng, Rhodes
- Adele – soạn nhạc
- David Campbell – bộ dây
- Randy Merrill – hoàn chỉnh âm thanh
- Matt Scatchell – trộn âm thanh
- Tom Elmhirst – trộn âm thanh
- Steve Churchyard – thiết kế âm thanh
- Alex Pasco – thiết kế âm thanh
- Julian Burg – thiết kế âm thanh

## Bảng xếp hạng
| Bảng xếp hạng (2021)                   | Vị trí cao nhất hạng |
| -------------------------------------- | -------------------- |
| Úc (ARIA)                              | 10                   |
| Canada (Canadian Hot 100)              | 10                   |
| Cộng hòa Séc (Singles Digitál Top 100) | 55                   |
| Đan Mạch (Tracklisten)                 | 34                   |
| Pháp (SNEP)                            | 81                   |
| Thế giới Global 200 (Billboard)        | 10                   |
| Iceland (Plötutíðindi)                 | 7                    |
| Ireland (IRMA)                         | 5                    |
| Ý (FIMI)                               | 81                   |
| Hà Lan (Single Top 100)                | 30                   |
| New Zealand (Recorded Music NZ)        | 7                    |
| Na Uy (VG-lista)                       | 18                   |
| Bồ Đào Nha (AFP)                       | 36                   |
| Slovakia (Singles Digitál Top 100)     | 48                   |
| Tây Ban Nha (PROMUSICAE)               | 95                   |
| Thụy Điển (Sverigetopplistan)          | 10                   |
| Anh Quốc (OCC)                         | 4                    |
| Hoa Kỳ Billboard Hot 100               | 18                   |

## Chứng nhận và doanh số
| Quốc gia                                                    | Chứng nhận | Số đơn vị/doanh số chứng nhận |
| ----------------------------------------------------------- | ---------- | ----------------------------- |
| Hoa Kỳ (RIAA)                                               | Vàng       | 500.000‡                      |
| ‡ Chứng nhận dựa theo doanh số tiêu thụ và phát trực tuyến. |            |                               |

## Lịch sử phát hành
| Quốc gia/Khu vực | Ngày                | Định dạng     | Hãng đĩa | Nguồn  |
| ---------------- | ------------------- | ------------- | -------- | ------ |
| Ý                | 4 tháng 11 năm 2022 | Radio airplay | Sony     | [ 21 ] |